# Вулиця Руська (Кам'янець-Подільський)

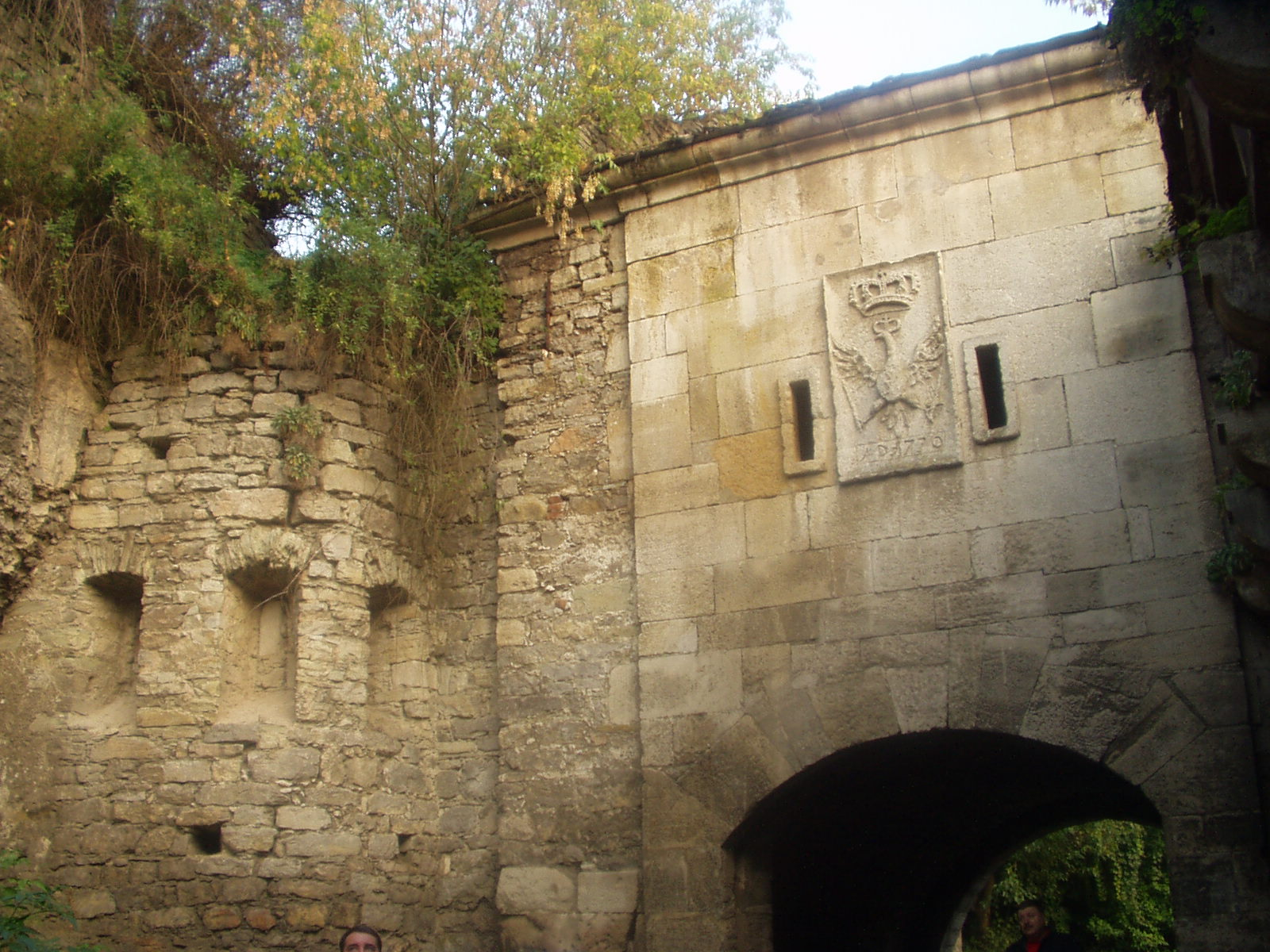
Руська брама (нижня)

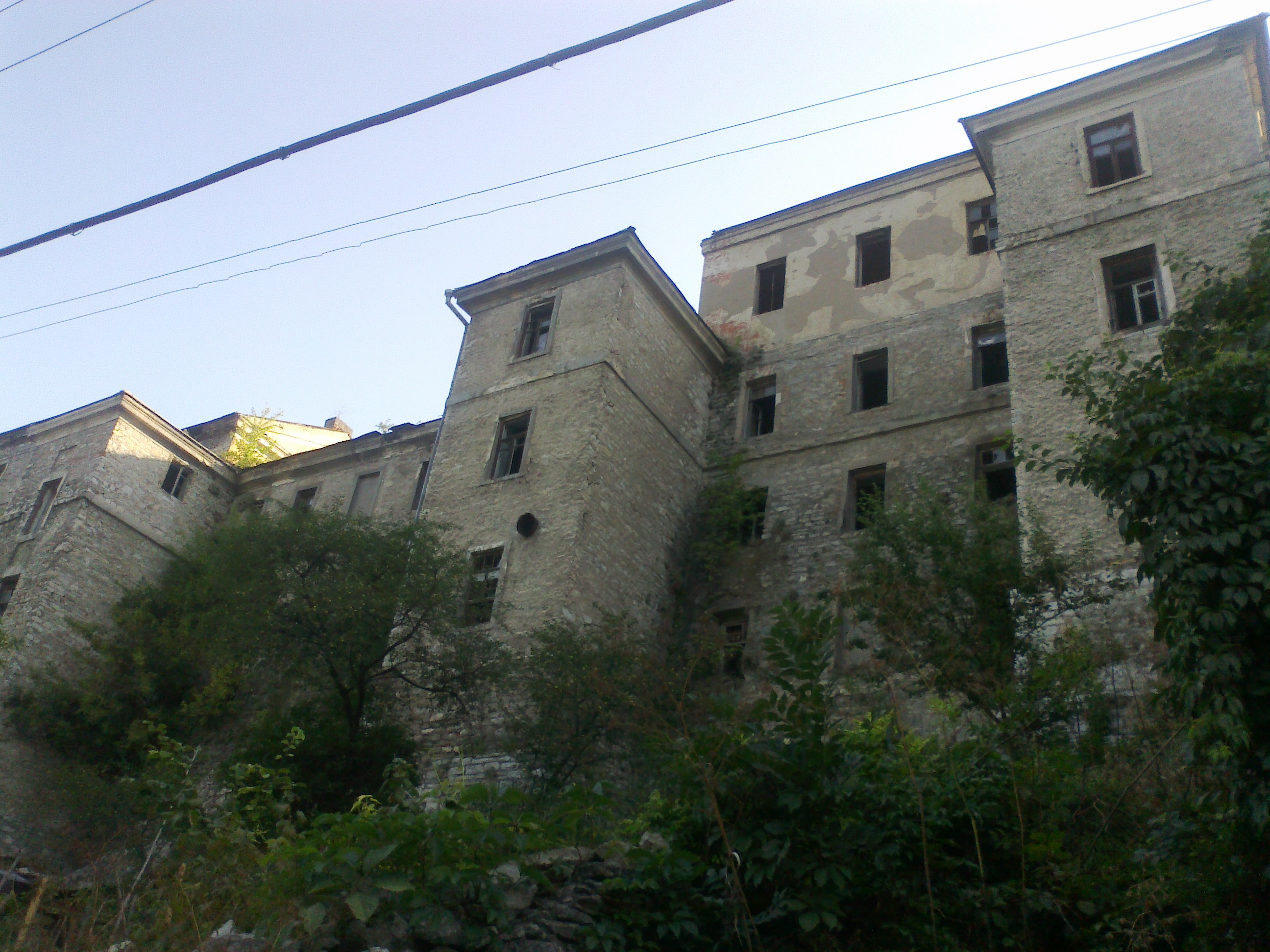
Казарми фортеці (Віттові казарми)

Руська вулиця — одна з вулиць м. Кам'янця-Подільського. Пролягає в Старому місті, тягнеться правим берегом річки Смотрича від Руської до Польської брами.

## Відомості
Вулиця Руська оточує майже кільцем Старе місто ззовні і простягаається практично від Польської брами на півночі до Руської брами на півдні. Останній непарний номер вулиці — 95, а останній парний номер — 108.
В минулому вулиця не була такою довгою, а складалася з чотирьох послідовних: Руської, Віттовської, Преображенської та Набережної. Вулиця Руська простягалася раніше від Руської брами до казарм фортеці (Віттових казарм); від них до садів Вітте — Віттовська вулиця. За нею до Нового мосту, де колись внизу стояла церква Преображення Святого Спаса, йшла Преображенська вулиця. Цю назву надала міська дума 15 (27) лютого 1900 р.. Від Новопланівського мосту до Польської брами йшла вулиця Набережна.
У радянські часи старі назви вулиць були замінені на нові, для того щоб стерти історію цих назв: Преображенську вулицю замінили на вул. Робітфаку, а Віттовську — на Комсомольську; Набережну та Руську вулиці, які мали нейтральніші назви, спочатку залишили. Але після війни всі чотири вулиці об'єднали в єдину Комсомольську вулицю. В 1989 р. вулицям Старого міста повертали давні назви, то спочатку була пропозиція поділити Комсомольську вулицю на три вулиці та назвати їх — Руська, Віттовська, Набережна. Але 11 вересня 1990 р., Комсомольську вулицю перейменувати лише на Руську.

## Руська брама
Назва вулиці походить від Руської брами. Свого часу Руська брама була оборонно-гідротехнічною спорудою. Вона складалася з восьми башт, 250 м мурів, перетинала річку Смотрич та мала шлюзи.
До наших часів не збереглися — дві башти, що стояли в річці Смотричі — на острівцях, дві менші прибережні башти та мури, що їх сполучали. Решту башт Руської брами (Дозорну, Прибрамну, Надбрамну, Прибережну), частину її оборонних споруд (барбакан, казематну куртину) можна побачити й сьогодні.
Саме через Руську браму військо вирушало в військові походи, через цю браму в'їжджали після військових перемог. 1621 р. після переможної Хотинської битви з військами Османської імперії до Кам'янця в'їжджав Запорізький гетьман Петро Конашевич (Сагайдачний).